# Vibrissina aurata
Vibrissina aurata är en tvåvingeart som beskrevs av Hiroshi Shima 1983. Vibrissina aurata ingår i släktet Vibrissina och familjen parasitflugor. Inga underarter finns listade i Catalogue of Life.